# Карачаево-балкарская письменность
Карачаево-балкарская письменность (карач.-балк. Къарачай-малкъар джазма / Qaraсaj-malqar çazma / قاراچاي مالقار جازما) — письменность карачаево-балкарского языка. За время своего существования несколько раз меняла свою графическую основу и неоднократно реформировалась. В настоящее время карачаево-балкарская письменность функционирует на кириллице. В истории карачаево-балкарской письменности выделяется 3 этапа:
- до 1924 года — письменность на основе арабского письма
- 1924—1938 — письменность на основе латиницы
- с 1937 — письменность на основе кириллицы

## Арабский алфавит
Арабский алфавит стал использоваться для записи карачаево-балкарского языка с XVIII века. Он не был приспособлен к особенностям тюркской фонетики.
В 1910 году просветителем И. А. Акбаевым в Темир-Хан-Шуре была издана первая книга на карачаево-балкарском языке — «Учебное пособие для первоначального обучения детей письму и чтению». В 1915 году комиссия учителей духовных и светских школ Карачая поручила Акбаеву разработку национальной письменности. Итогом работы стал букварь «Ана-тили» (1916 год), в котором впервые была предпринята попытка приспособить арабский алфавит к особенностям карачаево-балкарского языка.
В 1920 году И. Акбаевым и И. Абаевым был создан новый вариант арабской карачаево-балкарской письменности на основе арабской графики. Этот алфавит содержал 31 знак:
‏ا ب ت ج ح خ چ د ذ ر ز س ش ع غ ف ق ك ڭ گ ل م ن و وٓ ۆ ۉ ي ىٕ ھ ە ئە ‏‎
В последующих изданиях этот в этот алфавит вносились некоторые уточнения. Письменность на арабской основе просуществовала у карачаевцев и балкарцев до 1924—1925 годов.

## Латинский алфавит
Один из первых проектов алфавита на латинской основе был разработан в 1924 году Умаром Алиевым. Проект включал следующие буквы: A a, B в, C c, D d, E e, F f, G g, H h, I i, J j, K k, L l, M m, N n, O o, P p, R r, S s, T t, U u, Vv, X x, Y y, Z z, Ƶ ƶ, Ç ç, Q q, Ƣ ƣ, Ꞑ ꞑ, Œ, Š š, Ь ь. В изданном тем же автором в том же году букваре использовалась дополнительная буква Xh xh, а вместо Š š употреблялась Sh sh.
Официально латинский алфавит, разработанный для карачаево-балкарского языка И. Абаевым, И. Акбаевым, У. Алиевым и М. Энеевым, был принят в 1924 году в рамках общесоюзного процесса латинизации и имел следующий вид: A a, B в, C c, Ç ç, D d, E e, F f, G g, Ƣ ƣ, I i, J j, K k, Q q, L l, M m, N n, Ꞑ ꞑ, O o, Ө ө, P p, R r, S s, Ş ş, T t, Ь ь, U u, V v, Y y, X x, Z z, Ƶ ƶ.
После прошедшего в Баку в 1926 году I тюркологического съезда был изменён порядок букв в алфавите и добавлена H h. В 1934 году на второй орфографической конференции в Микоян-Шахаре в алфавит были введены буквы Ꞩ ꞩ, W w и исключена буква H h. Этот алфавит действовал до 1937—1938 годов.
Карачаево-балкарский латинизированный алфавит после 1934 года:
| A a | B в | C c | Ç ç | D d | E e | F f | G g | Ƣ ƣ | I i | Ь ь |
| J j | K k | L l | M m | N n | Ꞑ ꞑ | O o | Ө ө | P p | Q q | R r |
| S s | Ş ş | Ꞩ ꞩ | T t | U u | V v | W w | Y y | X x | Z z | Ƶ ƶ |

Латинизированный алфавит сыграл важную роль в развитии национального образования, книгоиздания и прессы. Так, в 1931/32 учебном году в Карачаевской АО школ было в 2,4 раза больше, чем в 1924/25, а учащихся — в 7,5 раз больше.
В начале 1990-х годов была предпринята попытка возвращения карачаево-балкарскому языку латинской письменности. В частности на латинице вышло несколько номеров газеты «Üyge igikik». Алфавит этого издания был приближен к турецкому и включал следующие буквы: A a, B b, C c, Ç ç, D d, E e, F f, G g, Ğ ğ, H h, İ i, I ı, J j, K k, L l, M m, N n, O o, Ö ö, P p, Q q, R r, S s, Ş ş, T t, U u, Ü ü, V v, W w, X x, Y y, Z z.

## Алфавит на основе кириллицы
Первый кириллический алфавит для карачаево-балкарского языка был составлен в 1924 году. На нём был издан букварь, но официально он не принимался. Алфавит имел следующий вид: А а, Ä ä, Е е, О о, Ö ö, Ы ы, И и, У у, Ӱ ӱ, К к, Қ қ, Г г, Ӷ ӷ, Х х, Х̆ х̆, Н н, Ң ң, П п, Л л, Т т, Д д, Ж ж, С с, З з, Ч ч, Ш ш, Б б, Р р, Ф ф, М м, В в, Ц ц, Ю ю, Я я, ь, й.
Официально кириллический алфавит был принят в 1937 году балкарцами и в 1938 году карачаевцами в ходе общесоюзного процесса кириллизации. Он включал в себя все буквы русского алфавита, а также диграфы Гъ гъ, Къ къ, Нг нг (Нъ нъ в карачаевском).
В 1961 сотрудниками Кабардино-балкарского НИИ У. Б. Алиевым, А. Ю. Бозиевым и А. Х. Соттаевым был составлен новый вариант карачаево-балкарского алфавита. 20 мая 1961 года этот проект был утверждён властями Кабардино-Балкарской АССР, а 21 июня — властями Карачаево-Черкесской АО. Новый вариант письменности включал все буквы русского алфавита и знаки Ғ ғ, Җ җ, Қ қ, Ң ң, Ө ө, Ў ў, Ү ү.
Однако уже в 1964 году этот вариант алфавита был отменён и карачаево-балкарская письменность приняла современный вид:
| А а | Б б | В в | Г г | Гъ гъ | Д д | Дж дж | Е е | Ё ё   | Ж ж |
| З з | И и | Й й | К к | Къ къ | Л л | М м   | Н н | Нг нг | О о |
| П п | Р р | С с | Т т | У у   | Ф ф | Х х   | Ц ц | Ч ч   | Ш ш |
| Щ щ | ъ   | Ы ы | ь   | Э э   | Ю ю | Я я   |     |       |     |

Существовали и существуют региональные отличия. В частности для согласной аффрикаты [дж] в Карачаево-Черкесии (КЧР) используют диграф дж — это соответствует произношению карачаевского диалекта. В Кабардино-Балкарии (КБР) принята буква ж — это соответствует произношению чегемского диалекта [ж], в то же время допускается и произношение этой буквы как [дж], что соответствует баксанскому диалекту. 
До принятия орфографических правил 1964 года для заднеязычного носового сонанта в КЧР использовали диграф нъ на месте нг, используемого в КБР с самого момента кириллизации. Тем не менее диграф нъ до сих пор встречается в разных изданиях КЧР, хотя в печатных СМИ (газета «Къарачай») и в учебной литературе для школ в КЧР применяется исключительно нг.
В советское время для полугласного [ў] использовалась буква с ударением — ý. Причиной этому была доступность её в русских шрифтах. Согласно реформе 1961 её заменили на ў, но вскоре по правилам 1964 стали использовать простую букву у. В научных изданиях и словарях была попытка возродить использование буквы ў (например, в «Карачаево-балкарско—русском словаре» под редакцией Э. Р. Тенишева и Х. И. Суюнчева, М., 1989). Однако в массовой практике она не применяется.
Значение других букв и буквосочетаний: гъ — звонкий увулярный щелевой, къ — глухой увулярный смычный, ё — огубленный передний гласный среднего подъёма, ю — огубленный передний гласный верхнего подъёма. Две последние буквы могут также обозначать сочетания [йо] и [йу].
В августе 2012 года Орфографическая комиссия по унификации карачаево-балкарского письменного языка приняла решение о замене диграфов дж, къ, нг, гъ знаками җ, қ, ң, ғ, а также о введении в алфавит буквы ў для обозначения краткого полугласного [ў]. Немногим позднее также было принято решение о вводе в алфавит букв ө (для обозначения мягкого губного гласного среднего подъёма переднего ряда) и ү (для мягкого губного гласного высокого подъёма переднего ряда). Таким образом возвращались к реформированному алфавиту 1961 года. Это решение так и не было претворено в жизнь.

## Таблица соответствия алфавитов
Таблица соответствия алфавитов:
| Арабский (1920—1924) | Латиница (1924—1938) | Латиница (1994, проект) | Кириллица (1961—1964) | Кириллица (1937—1961, с 1964) |
| -------------------- | -------------------- | ----------------------- | --------------------- | ----------------------------- |
| ا                    | A a                  | A a                     | А а                   | А а                           |
| ب                    | B в                  | B b                     | Б б                   | Б б                           |
| و                    | V v                  | V v                     | В в                   | В в                           |
| گ                    | G g                  | G g                     | Г г                   | Г г                           |
| غ                    | Ƣ ƣ                  | Ğ ğ                     | Ғ ғ                   | Гъ гъ                         |
| د                    | D d                  | D d                     | Д д                   | Д д                           |
| ە                    | E e                  | E e                     | Е е                   | Е е                           |
| ۆ                    | Ө ө                  | Ö ö, Yo yo              | Ө ө, Ё ё              | Ё ё                           |
| ژ                    | Ƶ ƶ                  | J j                     | Ж ж                   | Ж ж                           |
| ج                    | Ç ç                  | C c                     | Җ җ                   | Дж дж (Ж ж)                   |
| ز                    | Z z                  | Z z                     | З з                   | З з                           |
| ي                    | I i                  | İ i                     | И и                   | И и                           |
| ي                    | J j                  | Y y                     | Й й                   | Й й                           |
| ك, ک                 | K k                  | K k                     | К к                   | К к                           |
| ق                    | Q q                  | Q q                     | Қ қ                   | Къ къ                         |
| ل                    | L l                  | L l                     | Л л                   | Л л                           |
| م                    | M m                  | M m                     | М м                   | М м                           |
| ن                    | N n                  | N n                     | Н н                   | Н н                           |
| ڭ, ݣ                 | Ꞑ ꞑ                  | Ng ng                   | Ң ң                   | Нг нг (Нъ нъ)                 |
| وٓ                    | O o                  | O o                     | О о                   | О о                           |
| پ                    | P p                  | P p                     | П п                   | П п                           |
| ر                    | R r                  | R r                     | Р р                   | Р р                           |
| س                    | S s                  | S s                     | С с                   | С с                           |
| ت                    | T t                  | T t                     | Т т                   | Т т                           |
| و                    | U u                  | U u                     | У у                   | У у                           |
| و                    | W w                  | W w                     | Ў ў                   | У у (Ў ў, У́ у́)                |
| ف                    | F f                  | F f                     | Ф ф                   | Ф ф                           |
| خ                    | X x                  | X x                     | Х х                   | Х х                           |
| ح                    | H h                  | H h                     | Һ һ                   | -                             |
| —                    | S̷ s̷                  | Ts ts                   | Ц ц                   | Ц ц                           |
| چ                    | C c                  | Ç ç                     | Ч ч                   | Ч ч                           |
| ش                    | Ş ş                  | Ş ş                     | Ш ш                   | Ш ш                           |
| —                    | —                    | Ş ş                     | Щ щ                   | Щ щ                           |
| —                    | —                    | '                       | ъ                     | ъ                             |
| ىٕ                    |                      | I ı                     | Ы ы                   | Ы ы                           |
| —                    | —                    | '                       | ь                     | ь                             |
| ئە, اە               | E e                  | E e                     | Э э                   | Э э                           |
| ۉ                    | Y y                  | Ü ü, Yu yu              | Ү ү, Ю ю              | Ю ю                           |
| -                    | -                    | Ya ya                   | Я я                   | Я я                           |